# NGC 291
NGC 291 est une galaxie spirale barrée située dans la constellation de la Baleine. NGC 291 a été découverte par l'astronome allemand Albert Marth en 1864.

## Caractéristiques
Sa vitesse par rapport au fond diffus cosmologique est de 5 367 ± 23 km/s, ce qui correspond à une distance de Hubble de 79,2 ± 5,6 Mpc (∼258 millions d'al).
À ce jour, deux mesures non basées sur le décalage vers le rouge (redshift) donnent une distance de 82,450 ± 3,465 Mpc (∼269 millions d'al), ce qui est à l'intérieur des valeurs de la distance de Hubble.
La classe de luminosité de NGC 291 est I et elle présente une large raie HI. C'est aussi une galaxie de Seyfert de type 2 et elle renferme des régions HII.